# Hôn nhân cùng giới ở Nam Phi
Hôn nhân cùng giới đã hợp pháp tại Nam Phi kể từ khi Đạo luật dân sự bắt đầu có hiệu lực vào ngày 30 tháng 11 năm 2006. Quyết định của Tòa án Hiến pháp trong trường hợp Minister of Home Affairs v Fourie ngày 1 tháng 12 năm 2005 đã mở rộng định nghĩa luật chung hôn nhân để bao gồm vợ chồng cùng giới - như Hiến pháp Nam Phi bảo đảm sự bảo vệ bình đẳng trước pháp luật cho tất cả công dân bất kể khuynh hướng tình dục - và đã đưa ra Nghị viện một năm để khắc phục sự bất bình đẳng trong các điều luật hôn nhân. Vào ngày 14 tháng 11 năm 2006, Quốc hội đã thông qua một đạo luật cho phép các cặp vợ chồng cùng giới kết hôn hợp pháp: 230 ủng hộ - 41 chống, sau đó được Hội đồng Quốc gia phê duyệt ngày 28 tháng 11 trong một cuộc bỏ phiếu từ 36 ủng hộ - 11 chống, và luật có hiệu lực ngày sau.
Nam Phi là quốc gia thứ năm, là quốc gia đầu tiên (và hiện tại duy nhất) ở châu Phi, là quốc gia đầu tiên ở Nam bán cầu, nước cộng hòa đầu tiên và thứ hai bên ngoài châu Âu hợp pháp hóa hôn nhân cùng giới.

## Lịch sử

### Lý lịch
Nam Phi là quốc gia đầu tiên trên thế giới bảo vệ xu hướng tính dục như một quyền của con người trong Hiến pháp. Cả Hiến pháp tạm thời, có hiệu lực vào ngày 27 tháng 4 năm 1994 và Hiến pháp cuối cùng, thay thế vào ngày 4 tháng 2 năm 1997, cấm phân biệt đối xử trên cơ sở giới tính, giới tính hoặc khuynh hướng tình dục. Những quyền bình đẳng này tạo thành cơ sở cho một loạt các quyết định của tòa án trao quyền cụ thể cho các cặp vợ chồng trong mối quan hệ cùng giới lâu dài:
- Langemaat v Minister of Safety and Security (1998) công nhận nghĩa vụ hỗ trợ qua lại giữa các bạn đời cùng giới và các quyền lợi bảo hiểm y tế mở rộng.
- National Coalition for Gay and Lesbian Equality v Minister of Home Affairs (1999) mở rộng lợi ích nhập cư cho các đối tác nước ngoài của công dân Nam Phi.
- Satchwell v President of the Republic of South Africa (2002) thù lao kéo dài và trợ cấp hưu trí.
- Du Toit v Minister of Welfare and Population Development (2002) cho phép các cặp cùng giới nhận nuôi con chung.
- J v Director General, Department of Home Affairs (2003) cho phép cả hai đối tác được ghi nhận là cha mẹ của một đứa trẻ được thụ thai thông qua thụ tinh nhân tạo.
- Du Plessis v Road Accident Fund (2003) công nhận yêu cầu mất hỗ trợ khi một bạn đời cùng giới bị giết một cách cẩu thả.
- Gory v Kolver NO (2006) thừa kế tài sản của một đối tác đã chết ruột.[2]

### Vụ ánFourie
Năm 2002, một cặp đồng tính nữ, Marié Fourie và Cecelia Bonthuys, với sự hỗ trợ của Dự án bình đẳng đồng tính nam và đồng tính, đã đưa ra một ứng dụng trong Tòa án tối cao Pretoria để công đoàn của họ được công nhận và được ghi lại bởi Sở Nội vụ là một cuộc hôn nhân hợp lệ. Thẩm phán Pierre Roux đã từ chối đơn vào ngày 18 tháng 10 năm 2002, trên cơ sở kỹ thuật rằng họ đã không tấn công đúng hiến pháp của định nghĩa về hôn nhân hoặc  Đạo luật Hôn nhân, 1961 .
Fourie và Bonthuys đã yêu cầu để kháng cáo cho Tòa án hiến pháp, nhưng điều này đã bị từ chối và thay vào đó, Tòa án tối cao đã cho phép kháng cáo lên Tòa phúc thẩm tối cao (SCA). Họ đã nộp đơn lên Tòa án Hiến pháp để tiếp cận trực tiếp, nhưng điều này đã bị từ chối vào ngày 31 tháng 7 năm 2003; Tòa án tuyên bố rằng vụ kiện nêu lên những vấn đề phức tạp của luật chung và luật định theo đó các quan điểm của SCA nên được xét xử trước tiên.
Do đó, Fourie và Bonthuys đã kháng cáo bản án của Tòa án tối cao lên SCA, đã đưa ra quyết định của mình vào ngày 30 tháng 11 năm 2004. Tòa án năm thẩm phán đã nhất trí rằng định nghĩa luật chung về hôn nhân là không hợp lệ vì nó bị phân biệt đối xử dựa trên khuynh hướng tình dục và rằng nó nên được mở rộng để đọc "Hôn nhân là sự kết hợp của hai người với việc loại trừ tất cả những người khác suốt đời." Tòa án nhất trí lưu ý rằng vì Fourie và Bonthuys đã không thách thức  Đạo luật hôn nhân , tòa án không thể vô hiệu hóa nó, và do đó, cuộc hôn nhân của họ không thể được tổ chức ngay lập tức. Tòa án phân chia, tuy nhiên, về việc liệu các cặp vợ chồng nên được đưa ra một biện pháp khắc phục ngay lập tức trong việc thực hiện định nghĩa luật chung mới, rộng hơn về hôn nhân. Ý kiến đa số, được viết bởi Thẩm phán Edwin Cameron, phán quyết rằng định nghĩa mới nên được áp dụng ngay lập tức. Trong một ý kiến không đồng tình, Thẩm phán Ian Farlam cho rằng lệnh của tòa án tuyên bố định nghĩa luật chung không hợp lệ nên bị đình chỉ trong hai năm để cho phép Nghị viện áp dụng biện pháp khắc phục của mình cho tình huống này.
Chính phủ đã kháng cáo phán quyết của SCA lên Tòa án Hiến pháp, cho rằng một sự thay đổi lớn đối với tổ chức hôn nhân là vì Nghị viện chứ không phải tòa án quyết định, trong khi Fourie và Bonthuys kháng cáo chéo, cho rằng  Đạo luật hôn nhân  nên được đưa ra. thay đổi như Thẩm phán Farlam đã đề nghị. Trong khi đó, Dự án bình đẳng đồng tính nam và đồng tính nam cũng đã khởi động một vụ kiện riêng tấn công trực tiếp vào hiến pháp của  Đạo luật hôn nhân , ban đầu được xét xử tại  ; Tòa án Hiến pháp đã cấp yêu cầu của Dự án để được xét xử và quyết định đồng thời với vụ kiện  Fourie .
Vào ngày 1 tháng 12 năm 2005, Tòa án Hiến pháp đã ra quyết định của mình: chín thẩm phán đã nhất trí rằng định nghĩa luật chung về hôn nhân và công thức hôn nhân trong  Đạo luật hôn nhân , đến mức họ loại trừ các bạn đời cùng giới khỏi hôn nhân, bị phân biệt đối xử không công bằng, không chính đáng, và do đó vi hiến và vô hiệu. Trong một đoạn trích dẫn rộng rãi từ phán quyết của đa số, Công lý Albie Sachs đã viết:
"Theo đó, việc loại bỏ các cặp cùng giới khỏi các lợi ích và trách nhiệm của hôn nhân không phải là một sự bất tiện nhỏ và tiếp tuyến do một số di tích còn sót lại của định kiến xã hội định sẵn để bốc hơi như sương sớm. Nó thể hiện một tuyên bố gay gắt nếu luật pháp cho rằng các cặp cùng giới là người ngoài, và nhu cầu của họ để khẳng định và bảo vệ các mối quan hệ thân mật của họ vì con người bằng cách nào đó ít hơn so với các cặp vợ chồng dị tính. Nó củng cố quan niệm gây tổn thương rằng họ sẽ bị coi là những kẻ kỳ quặc về mặt sinh học, vì những con người thất bại hoặc mất đi không phù hợp với xã hội bình thường, và như vậy, không đủ điều kiện cho mối quan tâm đạo đức đầy đủ và tôn trọng mà Hiến pháp của chúng ta tìm cách bảo đảm danh cho tât cả. Nó biểu thị rằng khả năng yêu thương, cam kết và chấp nhận trách nhiệm của họ theo định nghĩa ít đáng quan tâm hơn so với các cặp vợ chồng dị tính."— Đoạn 71 của bản án

Có một số bất đồng về biện pháp khắc phục: đa số (tám trong số các thẩm phán) phán quyết rằng tuyên bố về sự vô hiệu lực nên bị đình chỉ trong một năm để cho phép Nghị viện sửa chữa tình huống, vì có nhiều cách khác nhau để thực hiện và Ủy ban cải cách luật đã điều tra một số đề xuất. Nếu Quốc hội không chấm dứt bất bình đẳng trước ngày 1 tháng 12 năm 2006, thì các từ sẽ tự động được "đọc" thành "Đạo luật hôn nhân" để cho phép kết hôn cùng giới. Công lý Kate O'Regan bất đồng quan điểm, lập luận rằng những từ này nên được đọc ngay lập tức.

### Luật dân sự
Vào ngày 24 tháng 8 năm 2006, Nội các đã phê chuẩn  Dự luật Liên minh Dân sự  để đệ trình lên Quốc hội. Dự luật như được giới thiệu ban đầu sẽ chỉ cho phép quan hệ đối tác dân sự chỉ dành cho các cặp cùng giới và có hậu quả pháp lý tương tự như hôn nhân. Nó cũng bao gồm các điều khoản để công nhận quan hệ đối tác trong nước giữa các đối tác chưa kết hôn, cả người cùng giới và người khác giới. Các cố vấn luật tiểu bang, người sàng lọc các luật về hiến pháp và hình thức, đã từ chối chứng nhận dự luật, cho rằng nó không tuân theo các hướng dẫn được đưa ra bởi Tòa án Hiến pháp. Nhóm làm việc chung, một mạng lưới các tổ chức LGBTI, đã mô tả ý tưởng về luật hôn nhân riêng biệt dành cho các cặp cùng giới là "một cách nghĩ khác biệt".
Vào ngày 16 tháng 9, hàng ngàn người Nam Phi đã xuống đường ở một số thành phố để phản đối hôn nhân cùng giới. Phe đối lập nhỏ Đảng Dân chủ Thiên chúa giáo Châu Phi (ACDP) đã thúc đẩy sửa đổi hiến pháp để xác định hôn nhân là giữa nam và nữ; điều này đã bị ủy ban danh mục đầu tư của Quốc hội bác bỏ. Phiên điều trần công khai về dự luật bắt đầu vào ngày 20 tháng 9. Vào ngày 7 tháng 10, Liên minh Hôn nhân đã tổ chức một cuộc tuần hành đến Tòa nhà Liên minh tại Pretoria để trao cho đại diện chính phủ một bản ghi nhớ phản đối hôn nhân cùng giới.
Vào ngày 9 tháng 10, chính phủ Quốc hội Châu Phi đã bỏ phiếu ủng hộ dự luật. Mặc dù đảng đã bị chia rẽ về vấn đề này, cuộc bỏ phiếu có nghĩa là các nghị sĩ ANC sẽ có nghĩa vụ hỗ trợ dự luật trong Nghị viện. Sự hỗ trợ đầy đủ của đảng được đưa ra sau khi các thành viên của ủy ban điều hành quốc gia nhắc nhở các đảng viên rằng ANC đã đấu tranh cho quyền con người, trong đó bao gồm các quyền của người đồng tính.
Ban đầu dự kiến rằng Quốc hội sẽ bỏ phiếu về dự luật vào ngày 20 tháng 10 để có đủ thời gian cho Hội đồng quốc gia các tỉnh tranh luận và bỏ phiếu trước thời hạn ngày 1 tháng 12 Cuộc bỏ phiếu liên tục bị trì hoãn vì Ủy ban Danh mục Đầu tư về Nội vụ vẫn tham gia vào các cuộc thảo luận. Đáp lại lập luận rằng quan hệ đối tác dân sự 'riêng rẽ nhưng bình đẳng' sẽ không tuân thủ phán quyết của Tòa án Hiến pháp, Ủy ban Danh mục đầu tư đã sửa đổi dự luật để cho phép kết hôn hoặc hợp tác dân sự, và cho phép họ cho cả các cặp đôi khác giới và khác giới. Chương liên quan đến việc công nhận quan hệ đối tác trong nước cũng bị xóa.
Dự luật sửa đổi đã được thông qua bởi Quốc hội vào ngày 14 tháng 11 với 230 phiếu bầu cho 41 và bởi Hội đồng quốc gia các tỉnh vào ngày 28 tháng 11 với 36 phiếu đến 11. Phó Tổng thống Phumzile Mlambo-Ngcuka, hành động cho Tổng thống Thabo Mbeki, đã ký nó thành luật vào ngày 29 tháng 11, và nó đã trở thành luật ngày hôm sau, một ngày trước khi lệnh của Tòa án Hiến pháp có hiệu lực. Bộ trưởng Bộ Nội vụ Nosiviwe Mapisa-Nqakula cho biết luật này chỉ là một biện pháp tạm thời, lưu ý rằng một luật hôn nhân đầy đủ hơn sẽ được xây dựng để hài hòa một số điều luật hôn nhân hiện nay có hiệu lực.
Dự luật được các nhà hoạt động đồng tính và tự do ca ngợi là một bước tiến khác ra khỏi quá khứ tách biệt của đất nước, đồng thời một số giáo sĩ và nhà lãnh đạo truyền thống mô tả đó là "ngày buồn nhất trong 12 năm dân chủ của chúng ta". Nhà lãnh đạo Hồi giáo Sheikh Sharif Ahmed gọi dự luật này là "hành động đối ngoại áp đặt lên châu Phi".
Cặp vợ chồng đầu tiên kết hôn, Vernon Gibbs và Tony Halls, đã làm như vậy trong George, ngày hôm sau, ngày 1 tháng 12 năm 2006. Họ không gặp vấn đề gì, và một cặp vợ chồng thứ hai kết hôn vào ngày hôm đó cùng ngày vị trí.
Vào năm 2013, đám cưới cùng giới truyền thống đầu tiên của Nam Phi đã được tổ chức, cho Tshepo Cameron Modisane và Thoba Calvin Sithol tại thị trấn KwaDukuza tại KwaZulu-Natal.

## Pháp luật

Hoạt động tình dục cùng giới hợp pháp
Hôn nhân cùng giới
Không có sự công nhận của các cặp cùng giới
Hoạt động tình dục cùng giới bất hợp pháp
Không thực thi hoặc không rõ ràng
Hình phạt
Tù chung thân
Tử hình

Ba luật hiện đang quy định về tình trạng hôn nhân ở Nam Phi. Đây là  Đạo luật hôn nhân  (Đạo luật 25 năm 1961), quy định về hôn nhân khác giới dân sự hoặc tôn giáo;  Công nhận Đạo luật hôn nhân theo thông lệ  (Đạo luật 120 năm 1998), quy định về việc đăng ký dân sự các cuộc hôn nhân được tổ chức theo truyền thống của các nhóm bản địa; và  Đạo luật Liên minh Dân sự  (Đạo luật 17 năm 2006),  trong đó quy định về hôn nhân dân sự khác giới và cùng giới, hôn nhân tôn giáo và quan hệ đối tác dân sự. Một người chỉ có thể kết hôn theo một trong những luật này tại bất kỳ thời điểm nào.
Các cặp vợ chồng kết hôn theo 'Đạo luật Liên minh Dân sự' 'có thể chọn liệu liên minh của họ được đăng ký như một cuộc hôn nhân hay một quan hệ đối tác dân sự. Trong cả hai trường hợp, hậu quả pháp lý là giống hệt với những cuộc hôn nhân theo  Đạo luật hôn nhân , ngoại trừ những thay đổi như được yêu cầu trong bối cảnh. Bất kỳ đề cập nào đến hôn nhân trong bất kỳ luật nào, bao gồm luật chung, được coi là bao gồm một cuộc hôn nhân hoặc quan hệ đối tác dân sự theo 'Đạo luật Liên minh Dân sự' '; tương tự, bất kỳ đề cập nào đến chồng, vợ hoặc vợ / chồng trong bất kỳ luật nào đều được coi là bao gồm một tham chiếu đến người phối ngẫu hoặc đối tác dân sự theo Đạo luật Kết hợp Dân sự .

### Hạn chế
Các bên tham gia hôn nhân hoặc quan hệ đối tác dân sự phải từ 18 tuổi trở lên và chưa kết hôn hoặc hợp tác dân sự. mức độ bị cấm của mối quan hệ và quan hệ; do đó, một người không được kết hôn với tổ tiên hoặc hậu duệ trực tiếp của mình, anh chị em, chú hoặc dì, cháu gái hoặc cháu trai, hoặc tổ tiên hoặc hậu duệ của người phối ngẫu cũ.
Đạo luật  Công nhận hôn nhân theo thông lệ, 1998  cho phép, trong một số trường hợp hạn chế, một người đàn ông kết hôn nhiều vợ. Một người kết hôn theo  Đạo luật Liên minh Dân sự  không được kết hôn với người bạn đời thứ hai cho đến khi cuộc hôn nhân hiện tại bị giải thể.

### Nghiêm cấm
Hôn nhân và quan hệ đối tác dân sự phải được tổ chức hôn nhân ủy quyền. Các quan chức chính phủ (chủ yếu là quan tòa và Nội vụ công chức) được bổ nhiệm làm sĩ quan hôn nhân theo  Đạo luật hôn nhân  cũng có thể long trọng tổ chức các cuộc hôn nhân theo 'Đạo luật Liên minh Dân sự' '. Các nhà lãnh đạo tôn giáo cũng có thể được bổ nhiệm làm sĩ quan hôn nhân theo  Đạo luật Liên minh Dân sự , nhưng các nhà lãnh đạo tôn giáo được bổ nhiệm theo  Đạo luật Hôn nhân  không thể tự động tổ chức hôn nhân theo Đạo luật Kết hợp Dân sự.
Các quan chức hôn nhân của chính phủ, những người phản đối lương tâm trong việc tổ chức hôn nhân cùng giới có thể lưu ý sự phản đối này bằng văn bản gửi Bộ trưởng Bộ Nội vụ, và nếu họ làm như vậy thì họ không thể bị ép buộc để long trọng hôn nhân cùng giới. (Điều khoản này không áp dụng cho các sĩ quan hôn nhân tôn giáo vì trong mọi trường hợp họ không bắt buộc phải tôn trọng một cuộc hôn nhân vi phạm các giáo lý của tôn giáo của họ.) Một số học giả hiến pháp đã lập luận rằng điều khoản này là vi hiến, đại diện như nó bị nhà nước trừng phạt phân biệt đối xử vi phạm quyền bình đẳng. Vào tháng 7 năm 2017, hơn một thập kỷ sau khi hôn nhân cùng giới được hợp pháp hóa ở Nam Phi, tờ LGBT  Mambaonline  đã báo cáo rằng 421 (trong số 1.130) sĩ quan hôn nhân ở Nam Phi được miễn thực hiện hôn nhân cùng giới hoặc kết hợp dân sự. Trong số này, hầu hết nằm ở Mũi phía đông, Nhà nước tự do và Mpumalanga. Bộ trưởng Bộ Nội vụ Malusi Gigaba tuyên bố rằng Bộ Nội vụ đã thực hiện một số biện pháp để giải quyết vấn đề này, bao gồm tăng sự nhạy cảm của các quan chức Nội vụ và đảm bảo rằng người LGBT được đối xử tôn trọng và theo chính sách và luật pháp của nhân viên.
Vào tháng 5 năm 2017, MP Deidre Carter đã hỏi Bộ trưởng Bộ Nội vụ Hlengiwe Mkhize liệu cô ấy có sẵn sàng đưa ra luật để bãi bỏ các điều khoản phản đối từ  Đạo luật Liên minh Dân sự  hay không. Bộ trưởng Mkhize đã từ chối lời kêu gọi này, nói rằng " Đạo luật Liên minh Dân sự  rõ ràng rằng các sĩ quan hôn nhân sẽ không bị buộc phải tôn trọng các đoàn thể dân sự như vậy". Bà đã nhắc lại tuyên bố của cựu Bộ trưởng Bộ Nội vụ Malusi Gigaba về việc cải thiện sự nhạy cảm về quyền LGBT giữa các nhân viên hôn nhân.
Vào tháng 1 năm 2018, Carter đã giới thiệu  Dự luật sửa đổi liên minh dân sự ', sẽ bãi bỏ các điều khoản phản đối. Bà trích dẫn Chương 10 của Hiến pháp Nam Phi, trong đó tuyên bố rằng "các dịch vụ phải được cung cấp một cách vô tư, công bằng, công bằng và không thiên vị", khi ký dự luật với Văn phòng Chủ tịch Quốc hội. Carter đã trình hóa đơn của mình cho Ủy ban Danh mục Đầu tư về Nội vụ vào ngày 15 tháng 8. Cuối ngày hôm đó, cả bốn đảng chính trị lớn (Đại hội dân tộc châu Phi, Liên minh dân chủ, Chiến binh tự do kinh tế và Đảng tự do Inkatha ) tuyên bố ủng hộ dự luật và chúc mừng Carter vì đề xuất của cô. Những người ủng hộ dự luật đã chỉ ra một số cặp cùng giới bị từ chối khi muốn kết hôn, bao gồm một trường hợp cao cấp của một cặp vợ chồng trong Tongaat, KwaZulu-Natal, người được gọi tên vô chủ khi quay lưng. Đảng Dân chủ Thiên chúa giáo Châu Phi (ACDP) đã bày tỏ sự phản đối đối với dự luật. Vào tháng 11 năm 2018, Ủy ban Danh mục Đầu tư về Nội vụ đã nhất trí thông qua dự luật, với một số sửa đổi. Một trong số họ cho phép các quan chức trước đây không kết hôn với các cặp cùng giới tiếp tục làm như vậy trong hai năm. Điều này sẽ cho Bộ Nội vụ thời gian để thực hiện chính sách mới. Tuy nhiên, các quan chức mới không thể từ chối bất cứ lúc nào. Nếu một chi nhánh có chính thức từ chối trong thời gian hai năm, họ phải có một quan chức khác có thể thực hiện hôn nhân cùng giới. Dự luật đã được gửi đến Quốc hội, Hạ viện, để tranh luận. Nó đã thông qua hội vào tháng 12. Dự luật được tất cả các bên ủng hộ, mong đợi ACDP, Đảng Tự do Quốc gia và Đại hội Độc lập Châu Phi. Bây giờ nó phải đi đến Hội đồng quốc gia của các tỉnh. Nếu được chấp thuận, Tổng thống Cyril Ramaphosa sau đó sẽ ký tên thành luật.

### Phân biệt đối xử
Phân biệt đối xử với các cặp cùng giới bị cấm (như mọi sự phân biệt đối xử dựa trên xu hướng tính dục) bởi phần 9 của Hiến pháp và bởi  Thúc đẩy bình đẳng và Ngăn chặn Đạo luật phân biệt đối xử không công bằng .

### Công nhận các cặp nước ngoài
Đạo luật Liên minh Dân sự  không đưa ra quy định rõ ràng nào về việc công nhận các kết hợp dân sự cùng giới nước ngoài. Như một hệ quả của việc mở rộng định nghĩa luật hôn nhân thông thường, và dựa trên nguyên tắc  lex loci kỷ niệm , một cuộc hôn nhân cùng giới nước ngoài được công nhận là một cuộc hôn nhân trong luật pháp Nam Phi. Tuy nhiên, tình trạng của các hình thức hợp tác nước ngoài ngoài hôn nhân, chẳng hạn như liên minh dân sự hoặc quan hệ đối tác trong nước, không rõ ràng. Trong vụ ly hôn năm 2010, Tòa án tối cao Western Cape đã công nhận tính hợp lệ của Quan hệ đối tác dân sự Anh tương đương với quan hệ hôn nhân hoặc đối tác dân sự trong luật pháp Nam Phi.

### Sự chỉ trích về sự tập trung vào hôn nhân cùng giới
Học giả hiến pháp Pierre de Vos đã đặt câu hỏi về khái niệm hợp pháp hóa hôn nhân cùng giới ở Nam Phi đại diện cho đỉnh cao của cuộc đấu tranh nhân quyền của các thành viên của cộng đồng LGBT. Ông lập luận rằng những người không liên quan đến mối quan hệ một vợ một chồng lâu dài và những người không thể ra khỏi tủ và kết hôn vì mối đe dọa của nạn nhân có thể không thấy bất kỳ lợi ích nào từ pháp luật.

## Biểu diễn tôn giáo
Hầu hết các tổ chức tôn giáo lớn ở Nam Phi không thực hiện hôn nhân cùng giới ở nơi thờ cúng của họ.
- Kitô giáo
  - Nhà thờ Cải cách Hà Lan - Nhà thờ Cải cách Hà Lan ban phước cho các cặp cùng giới và cho phép giáo sĩ đồng tính. Vào năm 2015, Đại hội đồng, với đa số 64%, đã quyết định công nhận các liên minh dân sự, trong khi tiếp tục xác định hôn nhân là một liên minh dị tính nghiêm ngặt, ban phước cho mối quan hệ của các cặp cùng giới và cho phép các bộ trưởng và giáo sĩ đồng tính (không bắt buộc sống độc thân). Quyết định ảnh hưởng đến 9 trong số 10 synod; với Thượng nghị viện Namibia bị loại trừ.[54] Quyết định này gây ra phản ứng dữ dội và phản đối, dẫn đến việc nó bị đảo ngược khoảng một năm sau đó. Một tá thành viên nhà thờ sau đó đã đưa giáo phái ra tòa để khôi phục quyết định năm 2015. Năm 2019, Tòa án tối cao Bắc Gauteng đã đảo ngược quyết định, cho phép các cặp cùng giới được nhà thờ ban phước.[55][56]
  - Giáo hội Anh giáo – Giáo hội Anh giáo không cho phép kết hôn cùng giới. Chính sách hôn nhân của nó nói rằng "hôn nhân thánh là sự kết hợp trọn đời và độc quyền giữa một nam và một nữ". Năm 2016, nó đã bỏ phiếu chống lại các công đoàn đồng tính. Quyết định đã chia rẽ nhà thờ, với một số giáo phận quyết định dù sao vẫn tiến hành với sự ban phước của các mối quan hệ đồng tính, đặc biệt là Giáo phận Vịnh Saldanha.[57] Đức Tổng Giám mục Thabo Makgoba bày tỏ sự thất vọng với quyết định này, cũng như cựu Tổng Giám mục Njongonkulu Ndungane. Cựu Tổng Giám mục Desmond Tutu ủng hộ sự ban phước của các cặp cùng giới.[58]

## Số liệu thống kê
Theo Chính phủ Nam Phi, hơn 3.000 cặp cùng giới đã kết hôn ở Nam Phi vào giữa năm 2010. Thống kê Nam Phi báo cáo rằng tổng cộng 3.327 cuộc hôn nhân và quan hệ đối tác dân sự đã được đăng ký theo  Đạo luật Liên minh Dân sự  cho đến cuối năm 2011; tuy nhiên, con số này chỉ phản ánh các cuộc hôn nhân trong đó ít nhất một trong hai vợ chồng là công dân Nam Phi hoặc thường trú nhân. Hơn nữa, không phải tất cả các cuộc hôn nhân theo  Đạo luật Liên minh Dân sự  là giữa các đối tác cùng giới, mặc dù hầu hết các cặp đôi khác giới vẫn tiếp tục kết hôn theo  Đạo luật Hôn nhân, 1961 .
Dữ liệu thống kê Nam Phi được chia nhỏ theo tỉnh và năm; họ cho thấy rằng phần lớn các cuộc hôn nhân theo Đạo luật Liên minh Dân sự đã được đăng ký trong Gauteng và Mũi phương Tây.
| Tỉnh                 | 2007 | 2008 | 2009 | 2010 | 2011 | 2012 | 2013 | 2014  | 2015  | 2016  | 2017  | Tổng cộng |
| -------------------- | ---- | ---- | ---- | ---- | ---- | ---- | ---- | ----- | ----- | ----- | ----- | --------- |
| Eastern Cape         | 0    | 41   | 30   | 24   | 29   | 38   | 37   | 54    | 49    | 57    | 57    | 416       |
| Free State           | 1    | 23   | 20   | 26   | 28   | 27   | 21   | 32    | 41    | 36    | 42    | 297       |
| Gauteng              | 49   | 362  | 324  | 391  | 381  | 425  | 411  | 452   | 443   | 494   | 507   | 4,239     |
| KwaZulu-Natal        | 8    | 74   | 87   | 79   | 63   | 91   | 81   | 161   | 220   | 249   | 245   | 1,358     |
| Limpopo              | 0    | 15   | 10   | 10   | 7    | 13   | 6    | 10    | 16    | 17    | 15    | 119       |
| Mpumalanga           | 3    | 7    | 11   | 11   | 16   | 12   | 16   | 9     | 24    | 22    | 32    | 163       |
| North West           | 2    | 6    | 5    | 9    | 3    | 11   | 10   | 28    | 25    | 29    | 43    | 171       |
| Northern Cape        | 1    | 11   | 43   | 75   | 93   | 106  | 87   | 81    | 10    | 15    | 16    | 538       |
| Western Cape         | 16   | 191  | 227  | 261  | 238  | 253  | 320  | 314   | 346   | 358   | 391   | 2,915     |
| Outside South Africa | 0    | 2    | 3    | 2    | 9    | 11   | 4    | 3     | 4     | 4     | 3     | 45        |
| Unspecified          | 0    | 0    | 0    | 0    | 0    | 0    | 0    | 0     | 7     | 50    | 6     | 63        |
| Total                | 80   | 732  | 760  | 888  | 867  | 987  | 993  | 1,144 | 1,185 | 1,331 | 1,357 | 10,324    |

Lonely Planet đã đặt tên Cape Town (ở Western Cape) là một trong 10 "điểm đến đám cưới đồng tính" hàng đầu thế giới.